# Vaihingerhof
Vaihingerhof is een plaats in de Duitse gemeente Rottweil, deelstaat Baden-Württemberg, en telt 100 inwoners.